# Cladiantholejeunea
Cladiantholejeunea là một chi rêu trong họ Lejeuneaceae.